# Crocidura kapsominensis
Crocidura kapsominensis — викопний вид ссавців з родини мідицевих (Soricidae). Голотипом є права верхня щелепа з I1/–P4. Додатковим матеріалом є лівий m1, лівий M2, нижній різець. Локація: Капсомін, пізній міоцен, Кенія. Наразі це найдавніший відомий вид роду білозубка.